# Осло (фільм)
Осло — американський телевізійний драматичний фільм про таємні перемовини з представниками двох протиборчих сторін за посередництва Норвегії знані світові як Угоди в Осло. Режисером фільму став Бартлетт Шер, а сценаристом виступив — Дж. Т. Роджерс, за мотивами однойменної п'єси Роджерса. Вийшов на екрани 29 травня 2021 року на каналі HBO.

## Оцінка
Осло має 79 % рейтинг схвалення на сайті-оглядачі Rotten Tomatoes, заснований на 14 відгуках. На Metacritic, фільм має рейтинг 57 зі 100, заснований на 5 рецензіях із зазначенням «змішані чи середніх відгуки».